# Anders Frenander

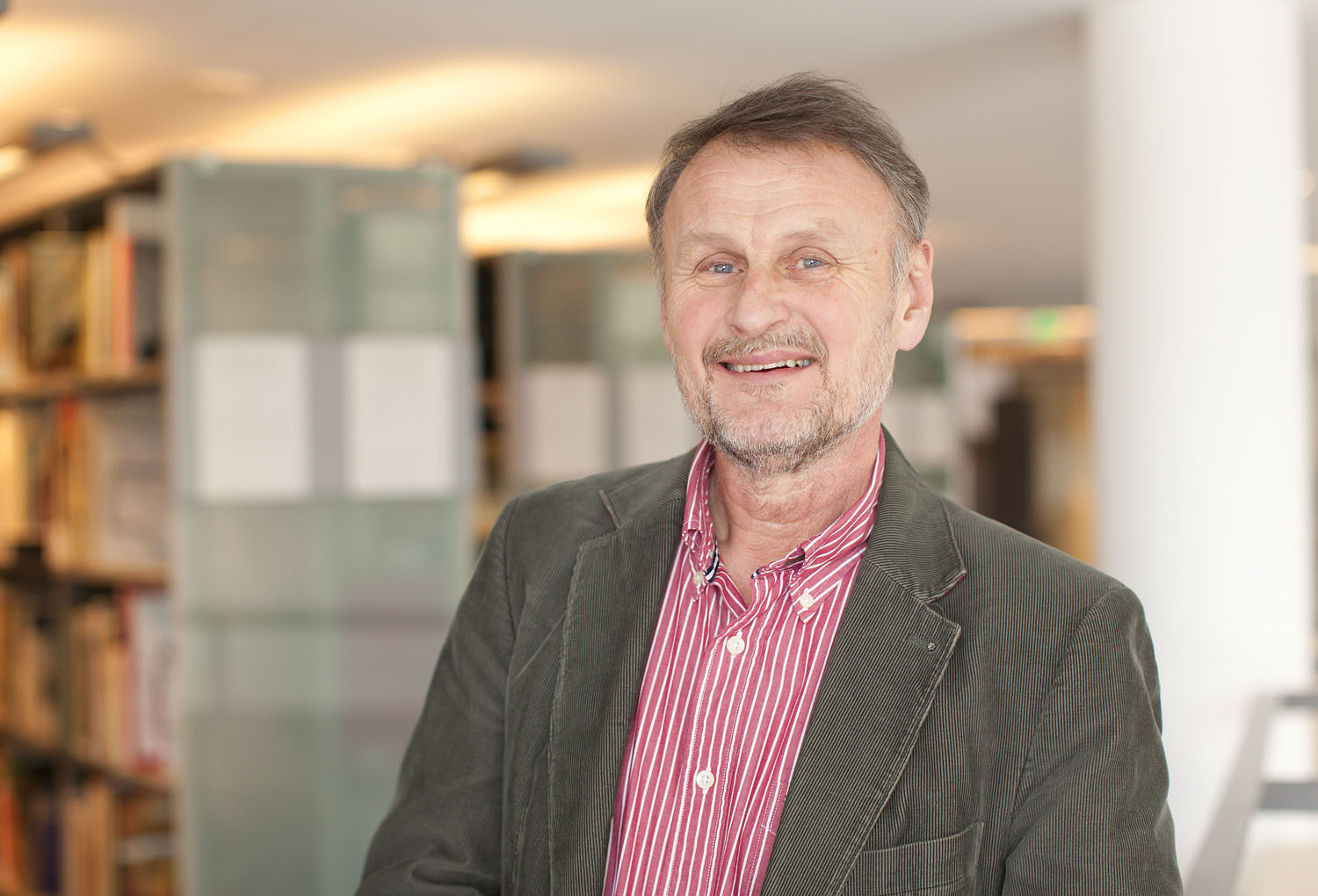
Anders Frenander 2012

Anders Frenander, född 1948, är en svensk professor verksam vid Bibliotekshögskolan i Borås.  

## Biografi
Frenander är professor i idéhistoria och disputerade 1998 med avhandlingen "Debattens vågor : om politisk-ideologiska frågor i efterkrigstidens svenska kulturdebatt". 2005 gav han ut "Kulturen som kulturpolitikens stora problem : diskussionen om svensk kulturpolitik under 1900-talet". Frenander är föreståndare för Centrum för kulturpolitisk forskning vid Bibliotekshögskolan i Borås.  
Han har kritiserat kulturutredningen 2009 för att vara ogenomtänkt, men menar samtidigt att den kulturproposition som senare lades fram inte innebar något paradigmskifte och inte innebär några större förändringar annat än på detaljnivå.
Våren 2011 undervisade Frenander, genom ett Fulbright Stipendium, på University of Minnesota.
År 2011 var Frenander redaktör för vad som angavs vara "Första kursboken om kulturpolitik i Sverige" med titeln Arkitekter på armlängds avstånd? att studera kulturpolitik.